# Lomandra integra
Lomandra integra är en sparrisväxtart som beskrevs av Terry Desmond Macfarlane. Lomandra integra ingår i släktet Lomandra och familjen sparrisväxter. Inga underarter finns listade i Catalogue of Life.